# Patricio Advis Vitaglich
Patricio G. Advis Vitaglich (¿? - 29 de diciembre de 2011) fue un arquitecto, historiador, investigador y profesor universitariochileno de origen croata.
Se formó como arquitecto en la Pontificia Universidad Católica de Valparaíso, graduándose en 1964, y enseñó en la Universidad Arturo Prat en la ciudad de Iquique.
A lo largo de su vida escribió varios libros, además diseñó diversas reconocidas obras de arquitectura y fue un apasionado defensor del patrimonio arquitectónico de Iquique
Advis investigó especialmente los acontecimientos ocurridos en la región de Tarapacá, los cuales dieron por resultado diversos estudios y publicaciones, algunos de ellos en relación con el periodo del salitre.
Escribió sobre la historia, así como del presente y futuro de Iquique, una ciudad chilena muy particular, cuya arquitectura refleja el conocimiento norteamericano de construir edificios de madera durante la segunda mitad del siglo XIX, por ejemplo en el Teatro Municipal, la Torre del Reloj en la Plaza Prat, el Casino Español, el Club de Expatriados Croatas, los edificios de calle Baquedano.

## Obras (libros)
- La Iglesia Colonial de San Antonio de Matilla: su origen, su fechado, sus transformaciones, 1990.
- La Batalla de Tarapacá: y sus hechos memorables, 1999.
- La arquitectura de Iquique: durante el periodo salitrero, 2008. [6]
- El desierto conmovido: paso de la hueste de Almagro por el norte de Chile, 2008. [2] [3]

## enlaces externos
- Issuu Base Portafolio Taller de Proyecto - La visi n de escuela Uno de los escritos fundacionales de nuestra Escuela de Arquitectura, elaborado por el arquitecto Patricio Advis Vitaglich en 1997

- Datos: Q12639389